# 타샤 튜더 (문학작가)
타샤 튜더(Tasha Tudor, 1915년 8월 28일 ~ 2008년 6월 18일)는 미국인 일러스트레이터이자 아동 도서 작가였다.

## 죽음
타샤 튜더는 2008년 6월 18일 버몬트 주 말보로에서 사망했다. 200만 달러가 넘는 그녀의 재산에 대해 그녀가 물려받은 세 자녀가 이의를 제기했다. 데일리 텔레그래프에 따르면: "2001년에 작성된 그녀의 유언장은 대부분의 재산을 세스 튜더(Seth Tudor, 67세)와 그의 아들 윈슬로(Winslow)에게 맡겼다. 즉, 베타니 튜더(Bethany Tudor, 69세)와 에프너 튜더 홈스(Efner Tudor Holmes)에게 각각 1,000달러만 남겼고, 그녀와의 '소외' 때문에 작은 아들 토머스 튜더(Thomas Tudor, 64세)에게 앤틱 가구를 선물했다." 이 분쟁은 2010년 법원 밖에서 해결되었다.